# Síntesis vectorial
La síntesis vectorial es un tipo de síntesis de audio introducida por Sequential Circuits en el sintetizador Prophet VS durante el año 1986. El concepto fue subsecuentemente utilizado por Yamaha en sus modelos SY22 y TG33 y en el modelo Wavestation de Korg.

Controlando la mezcla de 4 ondas de sonido definiendo un punto en un vector plano utilizando un joystick

La síntesis vectorial le brinda movimiento al sonido proveyendo cross-fading dinámico entre -típicamente- cuatro fuentes de sonido. Estas cuatro fuentes de sonido son conceptualmente arregladas como los puntos extremos de los ejes X e Y, y son generalmente etiquetados como A, B, C y D. Una mezcla dada de cuatro fuentes de sonido puede ser representada como un único punto, un 'vector plano'. El movimiento de este punto en el espacio es lo que brinda la particularidad sonora de la síntesis. La mezcla es típicamente realizada con un joystick, lo que no quita que también el punto sea controlado utilizando generadores de envolventes o LFOs (Osciladores de Baja de Frecuencia, por sus siglas en inglés).

## Implementaciones
Se han realizado un considerable número de implementaciones de síntesis vectorial. La diferencia entre ellas radica en el tipo de fuentes de sonido utilizadas y el tipo de procesamiento hecho al sonido luego de la fase de composición vectorial de las fuentes, siendo esta última, idéntica en todos los casos. Algunas de las implementaciones son:
- Prophet VS: el Prophet VS usaba cuatro osciladores de forma de onda digitales basadas en el PPG Wave como fuentes de sonido. Las limitaciones, particularmente el aliasing digital de su diseño, junto con la utilización de los famosos circuitos integrados de filtros analógicos de Curtis para procesar el sonido resultante de la mezcla, le daba al Prophet VS un sonido muy característico.

- Serie Yamaha SY: se diferenciaba esencialmente de la implementación del Prophet en el hecho de que utiliza dos tipos de fuentes de sonido. En efecto, en un eje del vector tenía síntesis de FM y en el otro, una fuente de samples. Sin embargo, se diferenciaba en el hecho de que no contaba con ningún tipo de filtro, en cambio, agregaba efectos digitales a la componente resultante de la síntesis vectorial.

- Korg Wavestation: la implementación del Wavestation, fue aún un poco más allá, permitiendo que cada una de las cuatro fuentes de sonido no provengan un tono estático, sino que sería el resultado de una compleja secuencia de onda, ejecutando de una onda después de la otra.

- Korg OASYS: la estación de trabajo Korg OASYS fue el primer sintetizadores en más de una década que incluyera síntesis vectorial. Al igual que el Wavestation, el OASYS trae una sofisticada secuenciación de ondas (y con sonidos renovados respecto de aquel). El Korg Kronos también incluye este tipo de síntesis.

- Arturia Origin: el Prophet V,[1] una versión en VST que era un híbrido entre el original Prophet-5 y el Prophet VS, utiliza también síntesis vectorial, como así también en el sintetizador en hardware Origin,[2] también de Arturia, el cual utiliza un mezclador automatizado (el 2D Envelope).